# Richard Trenton Chase
Richard Trenton Chase (Sacramento, 23 mei 1950 - San Francisco, 26 december 1980) was een Amerikaanse seriemoordenaar, necrofiel en kannibaal die gedurende december 1977 - januari 1978 zes mensen vermoordde in Californië en vervolgens hun bloed opdronk en van hun vlees at. Hij staat ook bekend als de Vampire of Sacramento en Dracula.

## Aanloop
Na een moeilijke jeugd met impotentie, hypochondrie, drank- en drugsproblemen en waanideeën, nam Chase een laatste aanloop naar het vermoorden van mensen door thuis in zijn woning gevangen en gekochte dieren te doden en rauw op te eten. De kat van zijn moeder wachtte hetzelfde lot. In 1975 werd hij vrijwillig opgenomen in een psychiatrisch ziekenhuis na bloedvergiftiging te hebben opgelopen, door konijnenbloed bij zichzelf te injecteren. Daar betrapte de verzorging Chase er eens op dat hij bloed had gedronken uit twee dode vogeltjes, waarvan hij de kopjes had afgehakt. Na een behandeling met medicatie voor paranoïde schizofrenie stond hij in 1976 weer buiten en werd hij als geen gevaar voor de samenleving beschouwd.

## Moorden
- Chase pleegde zijn eerste moord op 29 december 1977 door vanuit een auto Ambrose Griffin (51) neer te schieten.
- Zijn tweede slachtoffer was de drie maanden zwangere Teresa Wallin. Nadat Chase haar op 23 januari 1978 in haar eigen woning doodschoot, verminkte hij haar met een mes en bedreef hij seks met haar lijk.
- Vier dagen later werkte Chase zichzelf binnen bij Evelyn Miroth (38) en schoot meteen haar vriend Dan Meredith dood. Na diens autosleutels en portemonnee gestolen te hebben, schoot Chase vervolgens zijn geweer leeg op Miroth, haar zoontje Jason (6) en haar neefje David (22 maanden). Vervolgens had hij ook met het lijk van Miroth seks en at hij haar deels op. Chase vluchtte met het lijkje van David toen er op de deur geklopt werd, naar later bleek door een vriendinnetje van Jason. Thuis dronk hij van het bloed en at hij van de organen van de peuter.

## Arrestatie
Het meisje dat bij Miroth aanklopte, waarschuwde de buren toen er niet opengedaan werd. Die belden vervolgens de politie. Bij binnenkomst ontdekten die de dode lichamen, maar bovendien handafdrukken én zoolafdrukken van Chase in het bloed.
Chase werd gearresteerd en in 1979 als voldoende toerekeningsvatbaar veroordeeld tot executie in de gaskamer voor zes moorden. De doodstraf werd nooit voltrokken, daar hij in 1980 met een opgespaarde overdosis antidepressiva zelfmoord pleegde in zijn cel in San Quentin.

## In de media
- In 1992 verscheen het boek The Dracula Killer van sherif Ray Biondi en Walt Hecox over Chase.